# اضطرابات كاليدونيا الجديدة 2024
في مايو 2024، اندلعت الاحتجاجات وأعمال الشغب في كاليدونيا الجديدة، وهي تجمع فريد من نوعه لفرنسا فيما وراء البحار في المحيط الهادي. وأدت الاحتجاجات العنيفة إلى مقتل ثمانية أشخاص، وإعلان حالة الطوارئ في 16 مايو، وانتشار القوات البرية الفرنسية، وحجب شبكة التواصل الاجتماعي تيك توك.
اندلعت أعمال العنف بعد إصلاح انتخابي مثير للجدل يهدف إلى تغيير الظروف الحالية التي تمنع ما يصل إلى خمس السكان من التصويت في الانتخابات الإقليمية. بعد اتفاقية نوميا، تم تقييد الناخبين في الانتخابات المحلية بالسكان المقيمين في الجزر قبل عام 1998 وأحفادهم الذين حافظوا على إقامة مستمرة في الإقليم لمدة لا تقل عن 10 سنوات. تم اعتبار هذا النظام، الذي يستبعد المهاجرين من أجزاء فرنسا الأوروبية والبولينيزية بما في ذلك أطفالهم البالغين، مقبولاً في عام 2005 كجزء من عملية إنهاء الاستعمار من قبل المحكمة الأوروبية لحقوق الإنسان، بالنظر إلى أنه كان إجراءً مؤقتًا. كان الناخبون في الاستفتاءات الثلاثة جميعها لصالح البقاء جزءاً من فرنسا، على الرغم من أن استفتاء 2021 قاطعته معظم مؤيدي الاستقلال. بالنسبة للحكومة الفرنسية، كانت الاستفتاءات تحقق عملية اتفاقية نوميا، لكن دعاة الاستقلال، الذين رفضوا شرعية استفتاء 2021 المقاطع، اعتبروا أن العملية التي حددتها اتفاقية نوميا لا تزال مستمرة.
تسعى الحكومة الفرنسية إلى إلغاء تعديل دستوري تم في عام 2007، والذي يسمح بحرمان الأشخاص من حقوق التصويت في الانتخابات المحلية على الرغم من إقامتهم في الإقليم لأكثر من 10 سنوات. سيسمح هذا الإصلاح بانضمام حوالي 60% من الذين يتم منعهم حاليًا من التصويت إلى الناخبين، وقد استنكر دعاة الاستقلال هذا الإصلاح باعتباره تقليصًا للصوت السياسي للسكان الميلانيزيين الكاناكيين الأصليين. زار الرئيس إيمانويل ماكرون الجزيرة في 22 مايو 2024 وطلب من الفاعلين المحليين التوصل إلى اتفاق شامل خلال شهر، مشيرًا إلى إمكانية إجراء استفتاء بشأن التغييرات التي ترغب فيها باريس بشأن قواعد أهلية التصويت.
انتهت حالة الطوارئ في 28 مايو. وبسبب حل الجمعية الوطنية الفرنسية في 9 يونيو، أعلن ماكرون التعليق الفعلي للإصلاح الدستوري بينما كان من المستحيل عقد جلسة للغرفتين التشريعيتين في فرنسا.